# Ustra Peak
Ustra Peak är en kulle i Antarktis. Den ligger i Sydshetlandsöarna. Argentina, Chile och Storbritannien gör anspråk på området. Toppen på Ustra Peak är 184 meter över havet, eller 88 meter över den omgivande terrängen. Bredden vid basen är 1,2 km.
Terrängen runt Ustra Peak är lite kuperad. Havet är nära Ustra Peak söderut. Trakten är glest befolkad. Närmaste befolkade plats är St. Kliment Ohridski Base, 12,9 kilometer öster om Ustra Peak. 